# بطولة باوليستا 1933
بطولة باوليستا 1933 هو موسم من بطولة باوليستا. كان عدد الأندية المشاركة فيه 8، وفاز فيه نادي بالميراس. لُعبت 56 مباراة خلال الموسم.